# Doeringiella indecissa
Doeringiella indecissa là một loài Hymenoptera trong họ Apidae. Loài này được Holmberg mô tả khoa học năm 1886.